# Philippe Ragueneau
Pour les articles homonymes, voir Ragueneau.
Philippe Ragueneau est un journaliste et écrivain français né le 19 novembre 1917 à Orléans dans le Loiret et mort le 22 octobre 2003 à Gordes dans le Vaucluse.

## Biographie
Philippe Ragueneau est fils de Marcel Ragueneau, industriel, et de Jeanne Mittelmann. Compagnon de la Libération, président fondateur de la 2e Chaine (ORTF), il épouse Eliane Daëron dont il a trois enfants (Dominique, Sylvie et Alain, décédé). Devenu veuf en 1958, il épouse en troisièmes noces (1967) la réalisatrice et productrice de télévision Catherine Anglade (1929-1994). Ses parents et lui-même ont occupé un appartement au 101, avenue J.-B. Clément à Boulogne-Billancourt, de 1921 à 1975. Ses récits animaliers sur les chats l'ont aussi rendu célèbre auprès du grand public comme observateur et grand amoureux des chats. Il est également connu pour avoir témoigné d'une communication paranormale avec son épouse défunte.

### Études
- Études secondaires à Roubaix puis à Lille
- Diplômé d'HEC

### Seconde Guerre mondiale
Mobilisé en septembre en 1939, à la 51e DI à Orléans. Après une formation d'EOR à Saint-Cyr, il est promu aspirant dans l'Infanterie. En juin 1940, avant même l'appel du général de Gaulle, chef de section 23e RI, il refuse de déposer les armes et groupe autour de lui les officiers et sous-officiers de sa compagnie. 
Une semaine après l'armistice du 22 juin 1940, il diffuse dans la Haute-Garonne un manifeste intitulé La guerre continue dans lequel il définit les principes de la résistance clandestine, puis fonde le mouvement « La Guerre Secrète » qui se consacre au renseignement, à la propagande et au sabotage.
Le 12 août 1941, il est arrêté, interrogé par la police de Vichy et est emprisonné à la prison Montluc à Lyon. Libéré en novembre 1941, il reprend ses activités avant de s'embarquer pour l'Algérie.
Au moment du débarquement allié de novembre 1942, il fait partie du coup de force qui neutralise Alger. Il s'engage ensuite dans le "French Commando", corps franc paramilitaire fondé par Henri d'Astier de La Vigerie, le principal artisan du débarquement en Afrique du Nord, dont les membres volontaires s'entraînent dans un vaste domaine agricole situé au Cap Matifou, à une dizaine de kilomètres d'Alger. Dans les chambrées de ce camp, la plupart des jeunes gens participent à de longues discussions au cours desquelles sont élaborés de multiples projets d'attentats contre l'amiral Darlan qui a pris le pouvoir en Afrique du Nord au lendemain du débarquement, et des tirages au sort sont organisés afin de désigner celui qui aurait le privilège de tuer le « traître » Darlan. C'est dans cette intention qu'au cours de la nuit du 18 au 19 novembre Ragueneau tire à la courte paille avec trois de ses camarades parmi lesquels se trouve Fernand Bonnier de La Chapelle qui tue l'amiral Darlan le 24 décembre 1942. Cependant, Ragueneau quitte Alger le 21 novembre pour aller combattre en Tunisie et il ignore tout de la suite des évènements. Il ne sait pas que Fernand Bonnier de La Chapelle fait tous les jours la liaison entre le Cap Matifou et le domicile d'Henri d'Astier de La Vigerie situé rue Lafayette à Alger. Très hostile à Darlan et fervent royaliste, Henri d'Astier a monté un complot visant à éliminer l'Amiral en faveur du comte de Paris, prétendant au trône de France, et le 21 décembre il annonce à Bonnier qu'il a été choisi pour exécuter l'amiral Darlan, mission que le jeune homme accepte avec enthousiasme.
Sur le front de Tunisie Ragueneau effectue 21 missions de sabotage dans les lignes ennemies, est promu lieutenant et suit des cours de parachutisme. De retour à Alger il est affecté, en novembre 1943, au Bureau central de renseignements et d'action (BCRA), avant de partir, le 1er décembre, pour Londres où il suit un entraînement intensif (parachutisme, sabotage, espionnage, etc.).
Dans la nuit du 9 au 10 juin 1944, nommé capitaine, il est parachuté dans le Morbihan au sein d'une équipe de Jedburghs (nom de code « George »), en compagnie du capitaine américain Paul Cyr et du sous-lieutenant français Pierre Gay, avec pour mission d'armer et de former les maquis. Les trois hommes sautent en compagnie d'un détachement du 2e RCP - 4e SAS, puis atteignent le maquis de Saffré en Loire-Inférieure et participent aux combats de défense du maquis, puis à ceux d'Ancenis.
Quelques jours plus tard, il est nommé délégué militaire départemental en Loire-Inférieure. Après l'arrivée des troupes américaines, fin août, il rentre à Londres.
Parachuté une seconde fois, le 7 septembre 1944, à Martaizé (sur le terrain Pommard), un village proche de Loudun, dans la Vienne, il se casse une jambe à l'atterrissage. Il contribue cependant à mettre sur pied le 1er Groupement Mobile qui monte au contact des Allemands retranchés sur la ligne Pornic-Paimbœuf et les refoule vers Saint-Nazaire après de durs combats.
En octobre 1944, appelé à Nantes à l'État-major du 1er Groupement Mobile, il en est nommé chef du 2e Bureau ; fin novembre 1944, sa mission terminée, il rentre à Paris.

### Carrière
- 1945-1947 : il devient journaliste, cofondateur et directeur de l'Avenir de l'Ouest,
- 1947-1949 : chargé de mission au RPF puis au Conseil de la République,
- 1949-1956 : chef du service de presse du RPF et rédacteur en chef d'Informations et Documents,
- 1956-1958 : chef de service à Jours de France et à Radar,
- 1958-1959 : chargé de mission et des relations avec la presse dans le cabinet du général de Gaulle,
- 1959-1963 : directeur adjoint des programmes de la Télévision,
- 1963-1964 : président-fondateur de la 2e chaîne de l'ORTF,
- 1964-1968 : directeur des programmes des deux chaînes françaises,
- 1968-1974 : inspecteur général de l'ORTF,
- 1975-1982 : directeur du Centre d'études d'opinion,
- À partir de 1983 : administrateur de la société Secodip,
- À partir de 1988 : secrétaire général adjoint du Conseil national de la communication.
- Également fondateur puis président d'honneur de la Communauté des Télévisions francophones, président de l'association des Résistants de l'ORTF, auteur et producteur pour la télévision.

### Décorations
- Commandeur de la Légion d'honneur[10]
- Compagnon de la Libération par décret du 17 novembre 1945[11]
- Croix de guerre 1939–1945 (3 citations)
- Médaille de la Résistance française par décret du 11 mars 1947[12]
- Croix du combattant volontaire de la guerre de 1939–1945
- Médaille coloniale
- Médaille commémorative des services volontaires dans la France libre
- Africa Star (Royaume-Uni)
- War Medal 1939-1945 (Royaume-Uni)
- Silver Star Medal (États-Unis)

## Œuvre

### De Gaulle
- Humeurs et humour du Général - Grancher 1990
- Paris libéré, ils étaient là - France Empire, 1994
- Dictionnaire du Gaullisme. Avec Guy Sabatier – Albin Michel, 1994
- Le Général a dit... – Grancher, 2000

### Romans
- Julien ou la route à l'envers – Éd. Albin Michel, 1976
- La Marée montante – Éd. Albin Michel, 1977
- Un Homme à vendre – Éd. Albin Michel, 1979
- Un homme de l'Ombre - Éd. du Rocher, 1980
- Sacrées vacances - Éd. Albin Michel, 1982, Prix Scarron
- Quelle classe ! - Éd. Albin Michel, 1982
- Si vous passez par Meillanne – Éd. Albin Michel, 1984
- Les Marloupins du Roy – Paris, 1989

### Récits
- L'autre côté de la vie, dialogues avec l'invisible - Pocket 1997, 2001, éditions du Rocher 1995, 1997,  (ISBN 2-268-02109-2)
- Grains de sable ou le hasard et le destin – Éd. du Rocher, 2001
- Médecin des bêtes sauvages – Grancher, 2002
- Drôles de bêtes et drôles d'histoires – Grancher, 2002

#### Récits de chats

##### Le chat Moune
- L'Histoire édifiante et véridique du chat Moune – Éd. Albin Michel, 1981  (ISBN 2-226-01097-1)
- Les Nouvelles aventures du chat Moune – Éd. Albin Michel, 1983  (ISBN 2-226-01663-5)
- Le Grand voyage du chat Moune et autres histoires – Éd. Albin Michel, 1985
- Le Chat Moune et ses copains – Éd. Albin Michel, 1988
- Le Chat Moune exagère – Éd. Albin Michel, 1990  (ISBN 2-226-03929-5)

##### Gros-Mimi et Petit-Lulu
- Un Amour de chats – Éditions du Rocher, 1991
- Les 400 coups de Gros-Mimi et Petit-Lulu – Éd. du Rocher, 1992
- Nouvelles turpitudes de Gros-Mimi et Petit-Lulu – Éd. du Rocher, 1995
- Le bel été de Gros-Mimi et Petit-Lulu – Éd. du Rocher, 1999

##### Autre
- Ulysse le chat qui traversa la France - Éd. du Rocher, 2000

##### Série Tiburce (fiction)
1. Tiburce, le chat qui parlait comme vous et moi. Monaco : Éd. du Rocher, 1997  (ISBN 2-268-02572-1)
2. Tiburce, le chat qui démasqua l'assassin. Monaco : Éd. du Rocher, 2002, 177 p.  (ISBN 2-268-04209-X)
3. Tiburce, le chat qui piégea les terroristes. Monaco : Éd. du Rocher, 2003, 177 p.  (ISBN 2-268-04473-4)
4. Tiburce, le chat qui démêla l'énigme de l'hécatombe. Monaco : Éd. du Rocher, 2003, 177 p.  (ISBN 2-268-04618-4)
5. Tiburce, le chat qui déjoua le piège du gangster. Monaco : Éd. du Rocher, 2004, 144 p. (Grands romans)  (ISBN 2-268-05015-7)
6. Tiburce, le chat qui mit en échec la Mafia. Monaco : Éd. du Rocher, 2005, 177 p.  (ISBN 2-268-05469-1)

## Sources
- Les papiers personnels de Philippe Ragueneau et de son épouse Catherine Anglade sont conservés aux Archives nationales, site de Pierrefitte-sur-Seine, sous la cote 663AP : inventaire du fonds.